# Gianna Beretta Molla

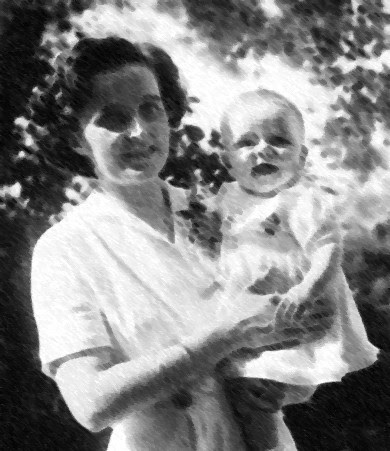
Gianna Beretta Molla

Gianna Beretta Molla (Magenta, 4 oktober 1922 – Magenta, 28 april 1962) was een Italiaanse pediater die in 2004 heilig werd verklaard.

## Bekendheid
Molla werd bekend omdat ze weigerde een abortus te laten uitvoeren toen ze haar vierde kind verwachtte, ondanks waarschuwingen dat de voortzetting van de zwangerschap gevaar voor haar eigen leven inhield. Het kind, Gianna Emanuela, werd op 21 april 1962 door middel van een keizersnede geboren, maar Gianna Molla stierf een week later. Ze werd begraven op het kerkhof van Mesero op vier kilometer van Magenta. 
Paus Johannes Paulus II verklaarde haar in het internationaal Jaar van de Familie op 24 april 1994 zalig en op 16 mei 2004 heilig. Haar feestdag wordt op 28 april gevierd, de dag waarop ze stierf.